# Vitellaria paradoxa
Vitellaria paradoxa là một loài thực vật có hoa trong họ Hồng xiêm. Loài này được Carl Friedrich von Gärtner miêu tả khoa học đầu tiên năm 1807.

## Phân loài

### Vitellaria paradoxasubsp.paradoxa
Vitellaria paradoxa subsp. paradoxa: Nguyên chủng. Khu vực phân bố: Từ miền tây châu Phi nhiệt đới tới Ethiopia; bao gồm Benin, Bờ Biển Ngà, Burkina Faso, Cameroon, Chad, Cộng hòa Trung Phi, Ethiopia, Ghana, Guinea, Guinea-Bissau, Mali, Mauritania, Nigeria, Senegal, Togo.
Nó có các đồng nghĩa sau:
- Bassia parkii G.Don, 1837
- Butyrospermum mangifolium (Pierre ex A.Chev.) A.Chev., 1907
- Butyrospermum paradoxum subsp. parkii (G.Don) Hepper, 1962
- Butyrospermum parkii (G.Don) Kotschy, 1865
- Butyrospermum poissonii (A.Chev.) A.Chev., 1907
- Mimusops capitata Baker, 1895
- Mimusops pachyclada Baker, 1895

## Hình ảnh

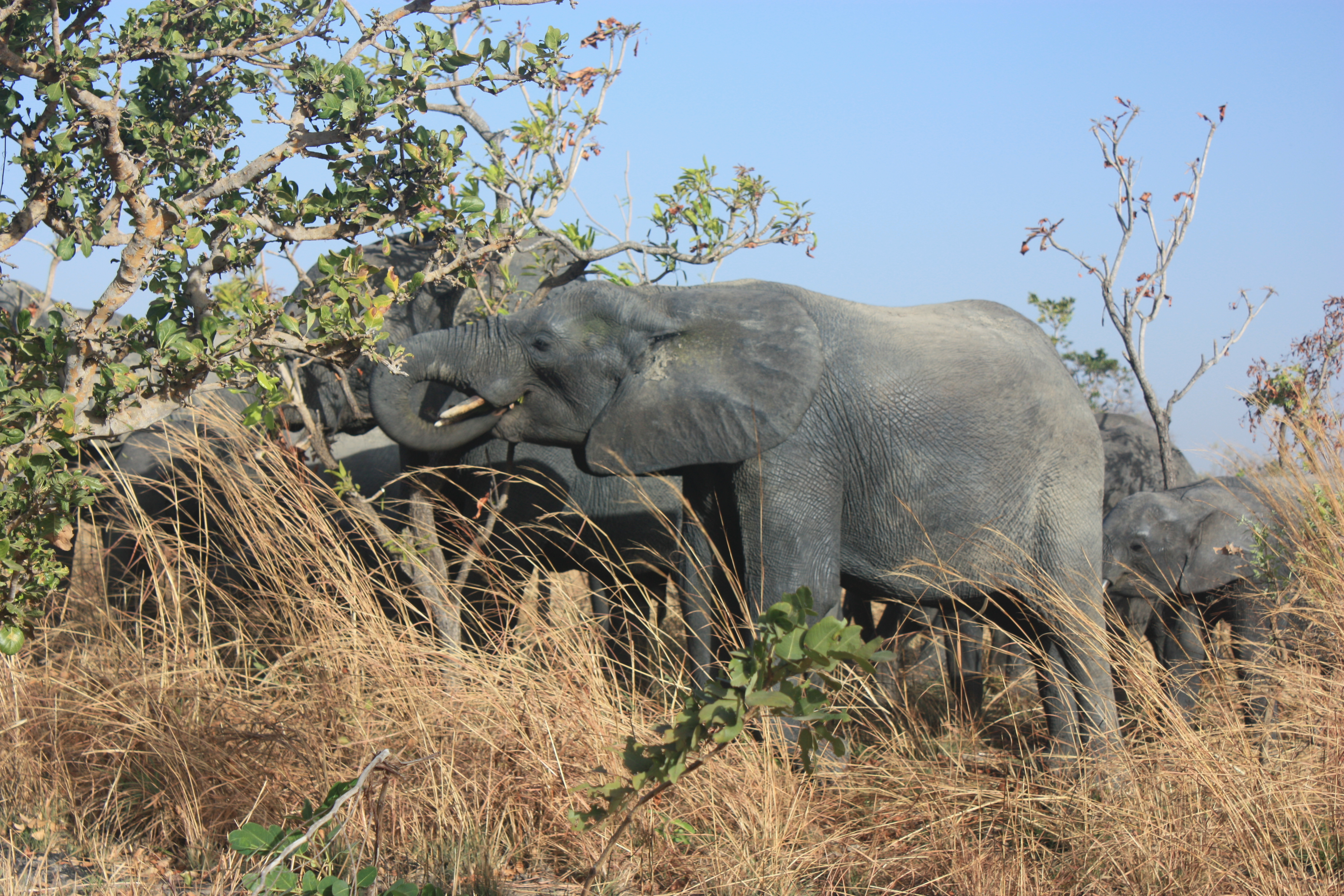
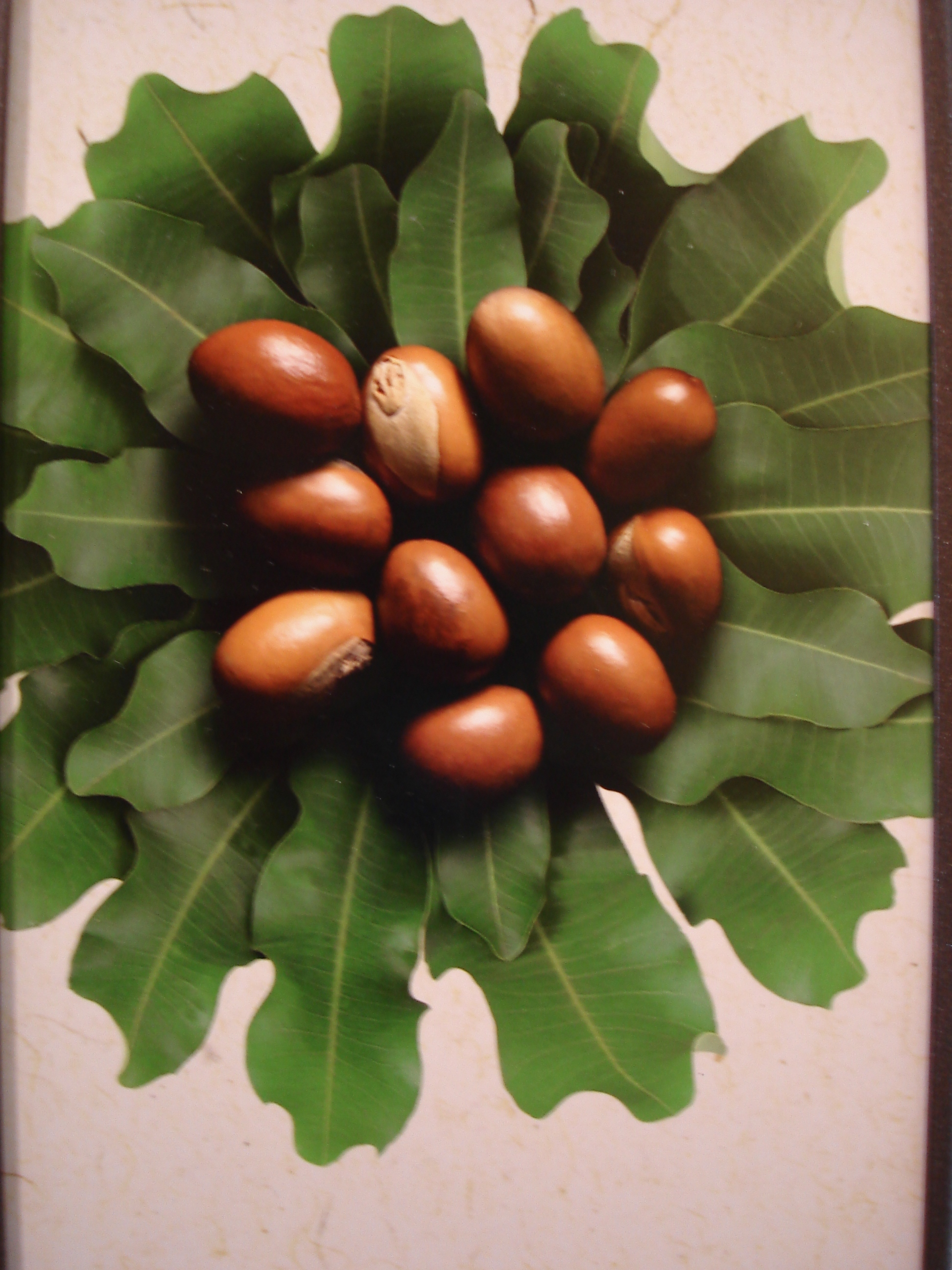
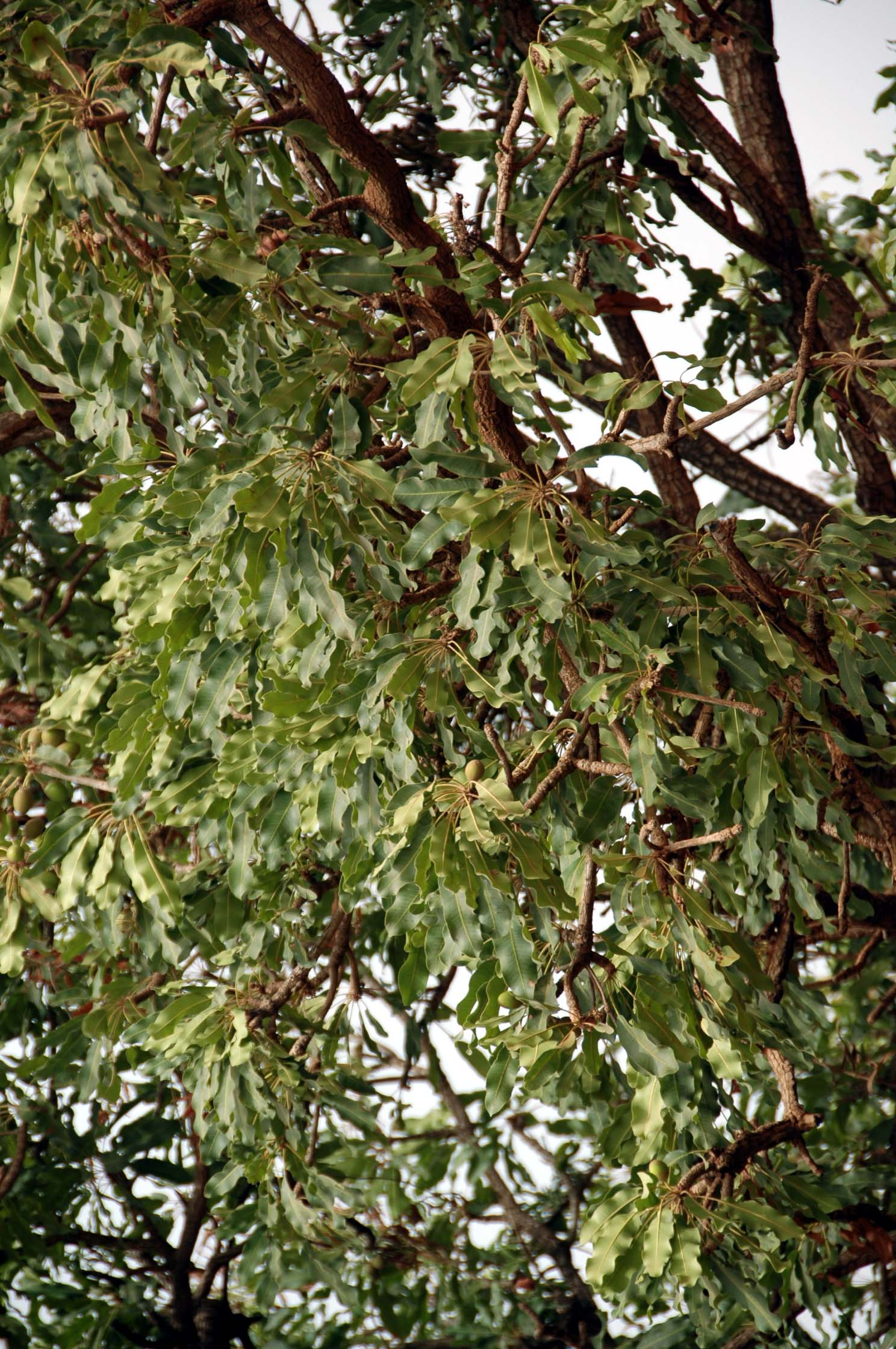
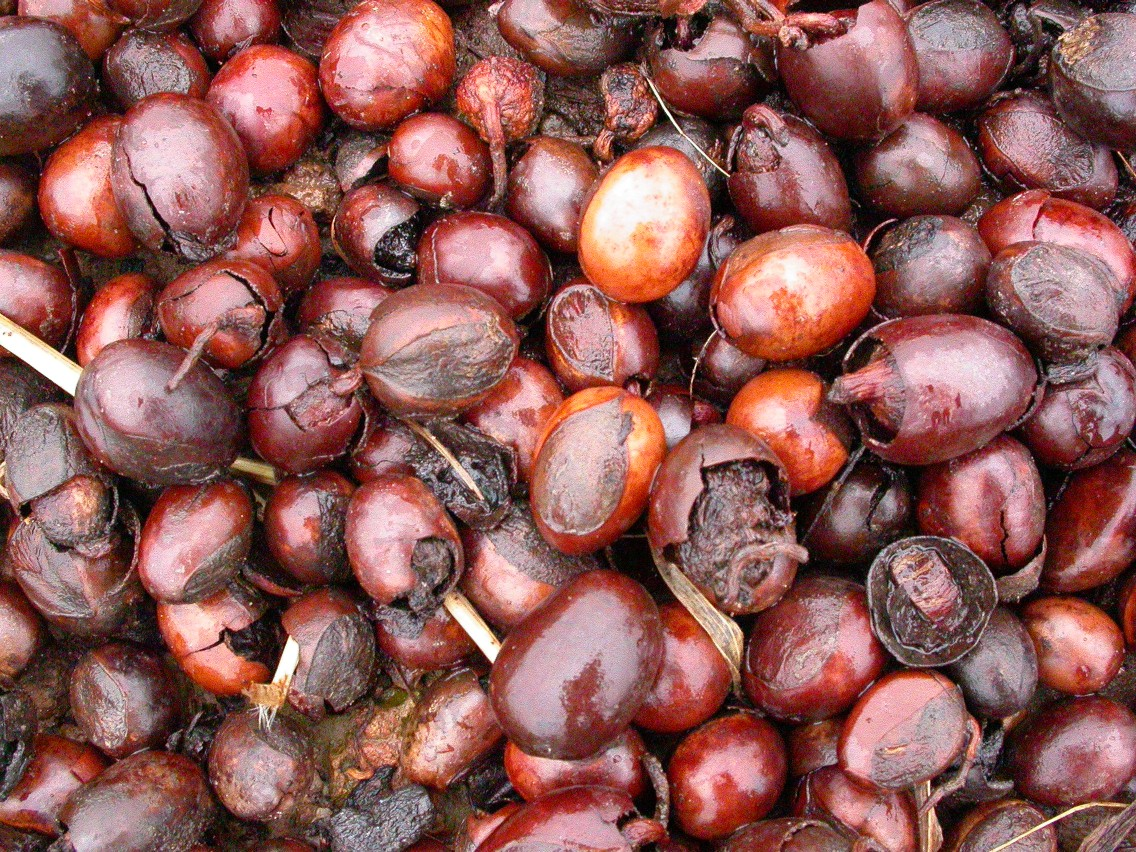
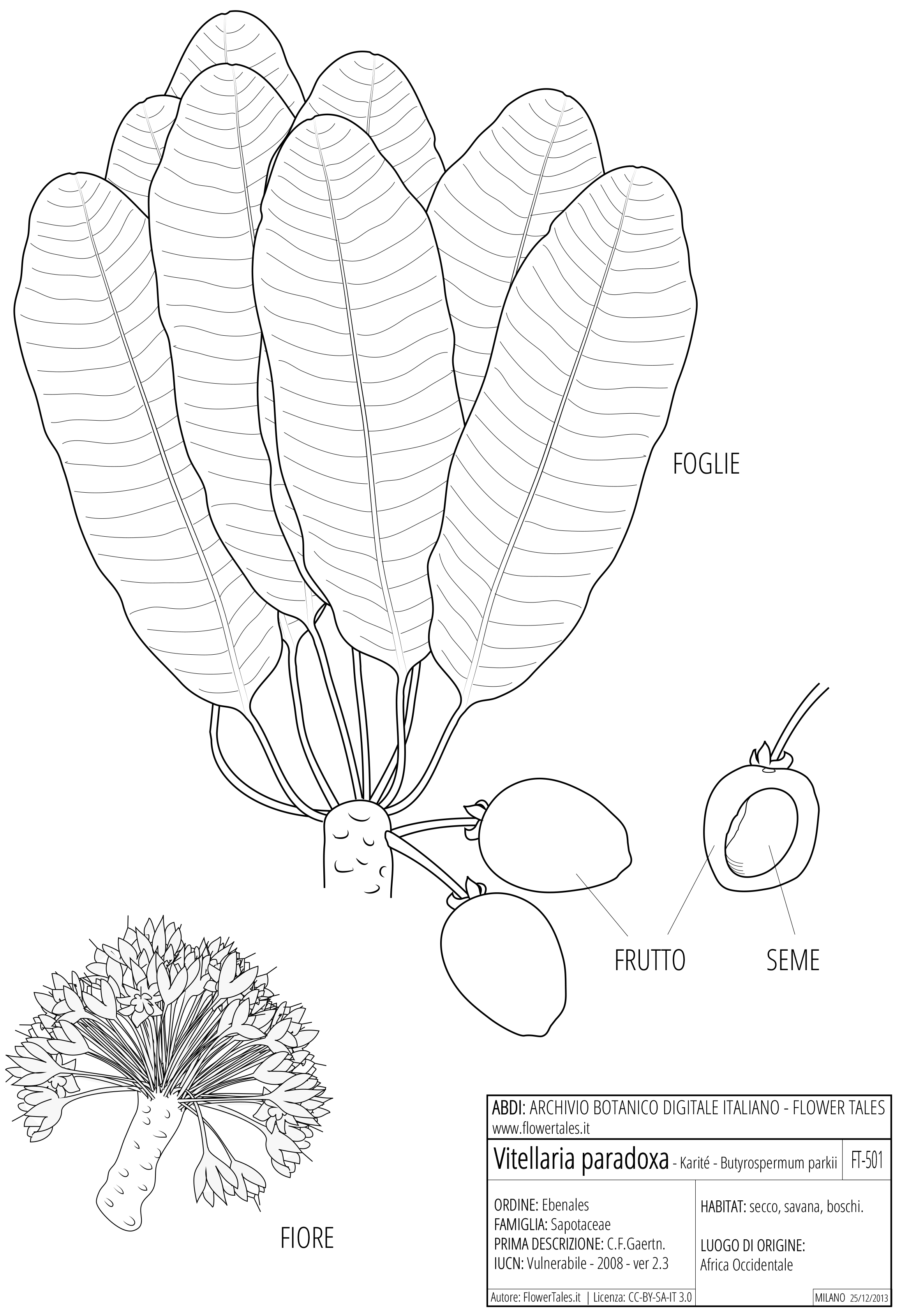

### Vitellaria paradoxasubsp.nilotica
Vitellaria paradoxa subsp. nilotica (Kotschy) A.N.Henry, Chithra & N.C.Nair, 1983: Khu vực phân bố: Cộng hòa Dân chủ Congo, Sudan, Uganda.
Nó có các đồng nghĩa sau:
- Butyrospermum niloticum Kotschy, 1865
- Butyrospermum paradoxum subsp. niloticum (Kotschy) Hepper, 1962